# 贾米森·布鲁尔
贾米森·布鲁尔（英語：Jamison Rudy Van Brewer，1980年11月19日—），美国NBA联盟职业篮球运动员。他在2001年的NBA选秀中第2轮第40顺位被印第安纳步行者选中。